# Sezione torica
Una sezione torica è l'intersezione di un piano con un toro, così come una sezione conica è l'intersezione di
un piano con un cono.

## Formule matematiche
In generale, le sezioni toriche sono curve piane del quarto ordine (quartiche) della forma
{\displaystyle \left(x^{2}+y^{2}\right)^{2}+ax^{2}+by^{2}+cx+dy+e=0.}

## Sezioni spiriche
Un caso speciale di sezioni toriche sono le sezioni spiriche (σπειρα = toro in greco antico), in cui il piano secante è parallelo all'asse di simmetria rotazionale del toro. Esse furono scoperte dal geometra greco Perseo nel 150 a.C. circa.
Esempi noti di sezioni spiriche sono l'ippopede e l'ovale di Cassini e altre curve a esse associate, come la lemniscata di Bernoulli.

## Sezioni toriche in generale
Figure più complicate come una corona circolare possono essere ottenute quando il piano secante è perpendicolare o obliquo rispetto 
all'asse di simmetria rotazionale del toro.